# Donald Cohan
Donald "Don" Cohan, född 24 februari 1930 i New York, död 20 oktober 2018, var en amerikansk seglare.
Han tog OS-brons i drake i samband med de olympiska seglingstävlingarna 1972 i München.